# Ђаноти (Торино)
Ђаноти је насеље у Италији у округу Торино, региону Пијемонт.
Према процени из 2011. у насељу је живело 71 становника. Насеље се налази на надморској висини од 291 м.